# Ак-Босого (Баткенская область)
Ак-Босого (кирг. Ак-Босого; до 2023 года — Мырза-Патча) — село в Лейлекском районе Баткенской области Кыргызстана. Подчинено муниципалитету города Раззаков. По данным переписи населения Кыргызстана 2009 года численность населения села Ак-Босого составила 770 жителей.